# Sông Mongkol Borei

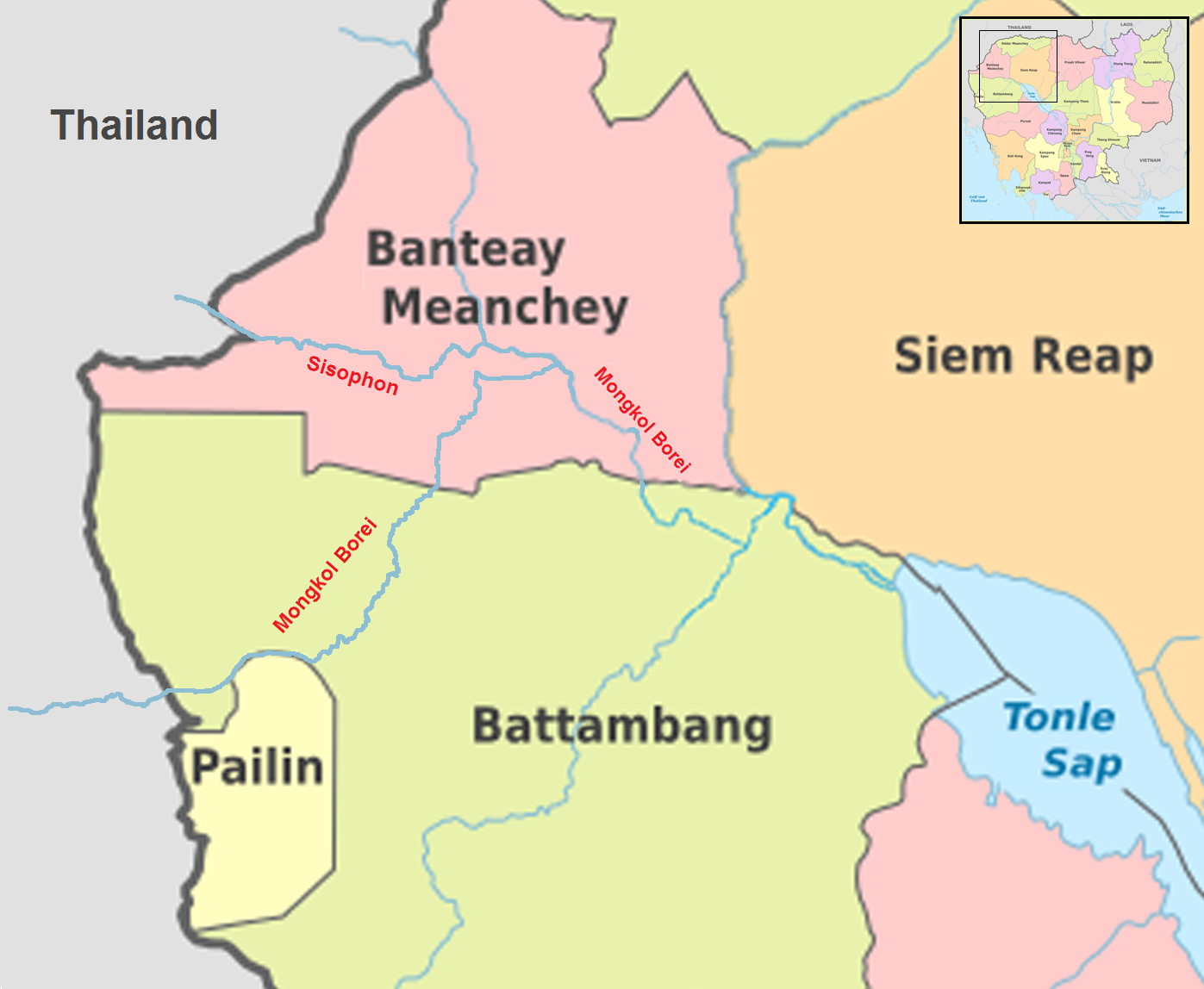
Bản đồ hiển thị sông Mongkol Borei

Sông Mongkol Borei (tiếng Khmer: ស្ទឹងមង្គលបូរី, Stung Mongkol Borei) là một con sông ở huyện Mongkol Borei, tỉnh Banteay Meanchey, tây bắc Campuchia. Chảy từ biên giới tỉnh Chanthaburi của Thái Lan và chảy qua Mongkol Borei và các huyện lân cận. Đây là một nhánh chính của đổ vào hồ Tonlé Sap.
Cây cầu bắc qua sông đã bị phá hủy bởi Khmer Đỏ.